# Bordeaux-Paryż
Bordeaux–Paryż – jeden z najdłuższych wyścigów klasycznych w historii kolarstwa. Podczas swojej ostatniej odsłony w roku 1988 długość trasy wynosiła 600 km. Dłuższym wyścigiem jednodniowym był tylko Paryż–Brest–Paryż z ponad 1200 km długości.
Wyścig ten, z trasą bezpośrednią z Bordeaux do Paryża, zwany również Derby, został zorganizowany po raz pierwszy w roku 1891, co oznacza, że jest to najstarszy wyścig w historii, który był kontynuowany w latach późniejszych. Pierwszy zwycięzca, Brytyjczyk George Pilkington Mills, przejechał całą trasę bez dłuższych przerw i potrzebował na to nieco ponad 24 godzin. W przeciwieństwie do wszystkich nowoczesnych klasyków, takich jak Paryż-Roubaix czy Mediolan-San Remo, podczas tego wyścigu kolarze jechali za motocyklem (lub motorowerem), który nadawał tempo (przynajmniej na niektórych odcinkach trasy) i dawał osłonę przed wiatrem. Dzięki temu kolarze mogli uzyskiwać wyższe prędkości.
Od lat 60. popularność tego anachronicznego wyścigu systematycznie spadała. Znaczna długość trasy, nieprzystająca do nowoczesnego kolarstwa, wymagała od zawodników specjalnego przygotowania, coraz więcej kolarzy rezygnowało z udziału w tej imprezie. Zawodowcy ostatni raz ścigali się na tej trasie w roku 1988 i od tego czasu jest to wyścig tylko dla amatorów.
Rekordzistą Derby jest Belg Herman Van Springel, który wygrywał 7 razy w latach 1970–1981.